# Đậu phụ thối
Đậu phụ thối (臭豆腐 xú đậu phụ) là một loại đậu phụ lên men khá nặng mùi. Đây là một món ăn nhẹ, bình dân, thường được bày bán ở các chợ đêm hoặc lề đường hơn là trong các nhà hàng.
Đậu phụ thối có mùi thum thủm giống với mùi  bít tất thối hoặc  phân bón  mục rữa. Có người so sánh vị của nó với pho mát xanh trong khi người khác thì nghĩ nó giống thịt thối rữa. Với những người sành ăn thì đậu phụ thối càng nặng mùi thì càng ngon.

## Chế biến

Đậu phụ thối Mala.

Đậu phụ thối có thể dùng để ăn sống, hoặc hấp, hầm, hoặc thông dụng nhất là rán và ăn kèm với tương ớt. Màu sắc của đậu phụ thối cũng khá đa dạng, ở Triết Giang, đậu hũ thối được chiên vàng còn ở Hồ Nam, đậu hũ thối có màu đen.